# Ystad Fågellund
Ystad Fågellund är en bebyggelse i Östra Stenby socken i östra delen av Norrköpings kommun i Östergötlands län. Orten ligger 4 km sydväst om tätorten Östra Husby och nästan 20 km öster om centrala Norrköping.
SCB avgränsade bebyggelsen som en småort mellan 2010 och 2020.